# ヘスス・ランダブル
ヘスス・ランダブル・サグイージョ（Jesús Landaburu Sagüillo、1955年1月24日 - ）は、スペイン・カスティーリャ・イ・レオン州グアルド出身の元サッカー選手。現役時代のポジションはMF。元スペイン代表。

## 経歴
1972年、17歳にしてレアル・バリャドリードでプロデビューを果たすと、5年後にプリメーラ・ディビシオンのラージョ・バジェカーノに引き抜かれた。ラージョでは、2シーズン在籍ていリーグ戦通算66試合に出場。1978-79シーズン終了後、FCバルセロナへの移籍が決定した。
バルセロナでは、1シーズン目からレギュラーに定着。1980年1月23日にはオランダ代表との親善試合でスペイン代表初キャップも刻んだ。しかし、2シーズン目から徐々に出場機会が減少し、1982年にアトレティコ・マドリードへと旅立った。6シーズン在籍したアトレティコ・マドリードでは2度の国内タイトル獲得に貢献し、33歳で現役を引退した。引退後は、現役時代から学んでいた物理学を研究する道に進んだ。

## タイトル

### クラブ
FCバルセロナ
- コパ・デル・レイ : 1回 (1980-81)

アトレティコ・マドリード
- コパ・デル・レイ : 1回 (1984-85)
- スーペルコパ・デ・エスパーニャ : 1回 (1985)